# チャールズ・ディロン＝リー (第12代ディロン子爵)

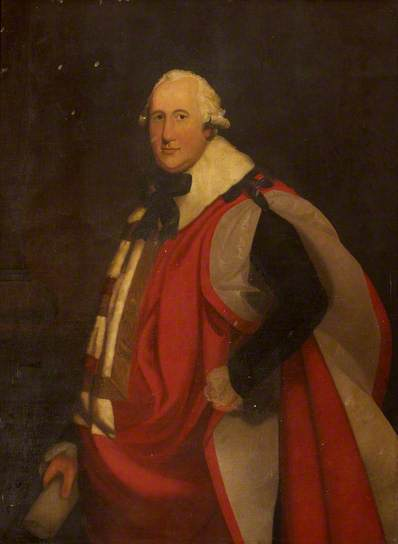
デイヴィッド・マーティンによる肖像画

第12代ディロン子爵チャールズ・ディロン＝リー（英語: Charles Dillon-Lee, 12th Viscount Dillon KP PC (Ire)、1745年11月6日 – 1813年11月9日）、アイルランド王国出身の貴族、政治家。

## 生涯
第11代ディロン子爵ヘンリー・ディロンとシャーロット・リー（Charlotte Lee、1794年6月19日没、第2代リッチフィールド伯爵ジョージ・リーの娘）の息子として、1745年11月6日にロンドンで生まれた。1767年5月28日に王立協会フェローに選出され、同年12月4日に国教会に改宗した。
1770年2月に行われたウェストベリー選挙区の補欠選挙でグレートブリテン庶民院議員に当選、議会ではブラス・クロスビーの庶民院議事録出版問題（1771年3月）と王室結婚法案（1772年3月）をめぐり与党側で投票、グレンヴィル法の恒久法化（1774年2月）をめぐり野党側で投票した。1774年イギリス総選挙に出馬せず、議員を退任した。同1774年11月22日、アイルランド枢密院の枢密顧問官に任命された。
1776年11月に母がリッチフィールド伯爵家の相続人になると、ディロンは母の旧姓である「リー」を自身の姓に加え、後年に子爵位を継承して議会召集令状を受けたときも「チャールズ・ディロン＝リー閣下」として令状を受け取った（つまり、姓の変更を正式に承認された）。
1787年にメイヨー県長官を務め、同年9月15日に父が死去するとディロン子爵位を継承した。翌年から1813年までメイヨー県総督を務めた。
1798年3月19日、聖パトリック勲章を授与された。アイルランド王国とグレートブリテン王国の合同をめぐり、それを支持したとされる。
1813年11月9日にロスコモン県ロックグリンで死去、息子ヘンリー・オーガスタスが爵位を継承した。

## 家族
1776年8月19日、ブリュッセルでヘンリエッタ・マリア・フィップス（Henrietta Maria Phipps、1757年3月26日 – 1782年8月1日、初代マルグレイヴ男爵コンスタンティン・フィップスの娘）と結婚、1男1女をもうけた。
- ヘンリー・オーガスタス（英語版）（1777年 – 1832年） - 第13代ディロン子爵
- フランシス・シャーロット（1780年2月17日 – 1819年4月17日） - 1799年3月14日、第6代準男爵サー・トマス・ウェブと結婚、子供あり

1787年、オーストリア領ネーデルラントでマリー・ロジェ（Marie Rogier、1759年頃 – 1833年8月28日）と再婚、1男2女をもうけた。
- ジェームズ・ウィリアム（1792年 – 1812年10月10日）
- ヘンリエッタ（1811年4月11日没）
- シャーロット（1866年9月26日没） - 1813年7月3日、フレデリック・ボークラーク卿（英語版）（1773年 – 1850年、第5代セント・オールバンズ公爵オーブリー・ボークラークの息子）と結婚、子供あり